# Bandera de la Noguera
La bandera oficial de la Noguera té la següent descripció:
Bandera apaïsada, de proporcions dos d'alt per tres de llarg, escacada, amb 6 rengles horitzontals de 10 escacs grocs i negres, i una bordura de 36 peces grogues i vermelles, cadascuna de les mateixes proporcions que qualsevol dels escacs.
Va ser aprovada el 7 d'octubre de 2010 i publicada en el DOGC el 27 d'octubre del mateix any amb el número 5743.